# Dom Carlos I
Dom Carlos I fue un crucero protegido que formó parte de la Armada portuguesa desde 1899 hasta 1925. Fue construido en 1899 en el astillero Vickers-Armstrong Shipbuilders de Newcastle, Reino Unido, para la Armada portuguesa. Denominado Dom Carlos I, en honor del monarca entonces reinante en Portugal, tras el establecimiento de la República Portuguesa su nombre fue cambiado a NRP Almirante Reis, en memoria del Almirante Carlos Cândido dos Reis. Participó en múltiples hechos revolucionarios durante la fase más convulsa de la Primera República Portuguesa. Fue el barco de combate portugués más grande de la época. Fue dado de baja de la Marina el 22 de enero de 1925.
En el momento de su entrada en servicio, era el crucero protegido más potente del mundo. Fue el primer buque de la Armada portuguesa en disponer de telecomunicaciones inalámbricas, algo tecnológicamente avanzado para los estándares de la época.

## Historia

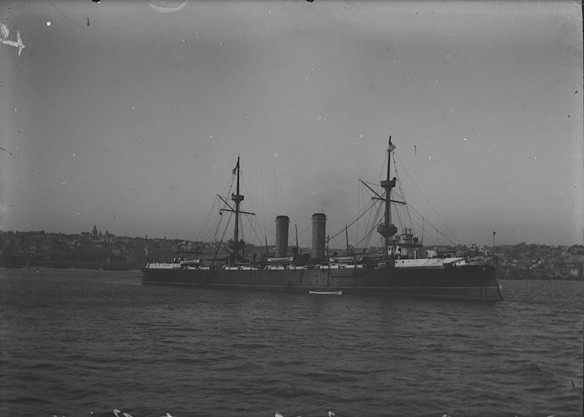
El buque, ya con el nombre de Almirante Reis, en torno a 1911.

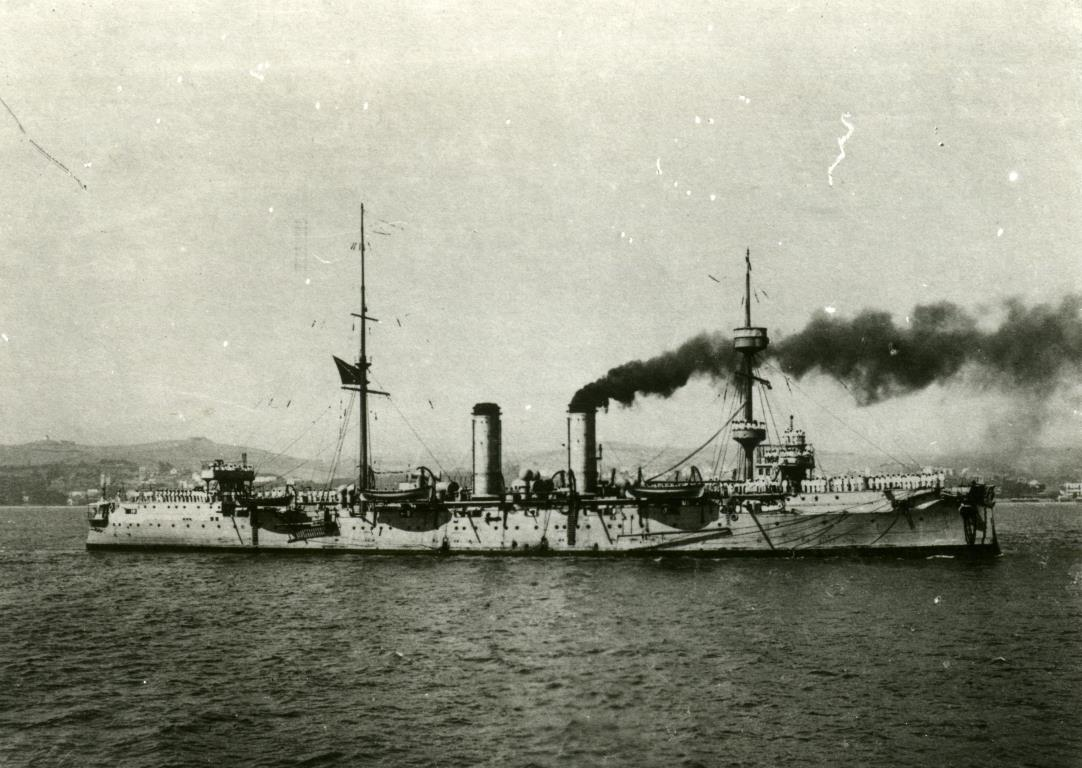
El Almirante Reis.

Dom Carlos I fue botado al mar el 5 de mayo de 1898 como parte del plan naval del entonces Ministro de Marina Jacinto Cândido da Silva, que era un programa de reequipamiento de la Armada de Portugal durante la transición del siglo XIX al XX, que consistía en la construcción de varios cruceros. El primer comandante del barco fue el entonces capitán de mar y de guerra Hermenegildo Capelo.
Fue nombrado en honor del rey de Portugal, D. Carlos I de Portugal. En 1906, se produjo a bordo una revuelta de marineros, precursora del golpe de Estado que pondría fin a la Monarquía Constitucional portuguesa .
Tras la instauración del régimen republicano en Portugal, el 5 de octubre de 1910, el barco pasó a llamarse Almirante Reis, en honor a uno de los militares que participaron en el golpe.
En la tarde del 8 de julio de 1912, poco antes de la marea baja, el barco encalló frente a Esposende, de donde logró ser liberado con la marea alta por la cañonera Limpopo.
En septiembre de 1914, el Almirante Reis partió hacia las posesiones coloniales portuguesas en África, con el fin de escoltar a los barcos que transportaban tropas y material de guerra de la 1.ª expedición de ultramar.
En 1915, el barco ya tenía problemas de mantenimiento y sus calderas no lograban mantener la presión, reduciendo así las velocidades máximas y sostenidas del barco. El barco zarpó por última vez en 1916 para un viaje oceánico y luego fue acompañado por el crucero blindado Vasco da Gama.
En aquella época, debido a la calidad de los metales, era común en las armadas más avanzadas reemplazar periódicamente las calderas, cada 5 a 7 años. En 1915, el entonces crucero Almirante Reis tenía dieciséis años y contaba con las mismas calderas originales. En 1917, tras los trabajos de sustitución de algunas de las calderas, se comprobó que el resto también se encontraba en mal estado y que el casco y las tuberías no estaban en buen estado.
La inestabilidad política y financiera resultante del establecimiento de la república no permitió las inversiones necesarias y el barco no se hizo a la mar hasta 1925, cuando fue remolcado a los Países Bajos para ser desmantelado.

### Primera Guerra Mundial
Además de visitas oficiales y misiones ceremoniales, fue el barco elegido para realizar los primeros experimentos radiotelegráficos realizados en Portugal, enarbolando la bandera del buque insignia de la escuadra portuguesa durante la Primera Guerra Mundial.